# Saint-Aubin-de-Locquenay
Saint-Aubin-de-Locquenay è un comune francese di 710 abitanti situato nel dipartimento della Sarthe, nella regione dei Paesi della Loira.

## Società

### Evoluzione demografica
Abitanti censiti